# Gasteria excelsa
Gasteria excelsa är en grästrädsväxtart som beskrevs av John Gilbert Baker. Gasteria excelsa ingår i släktet Gasteria och familjen grästrädsväxter. Inga underarter finns listade i Catalogue of Life.

## Bildgalleri

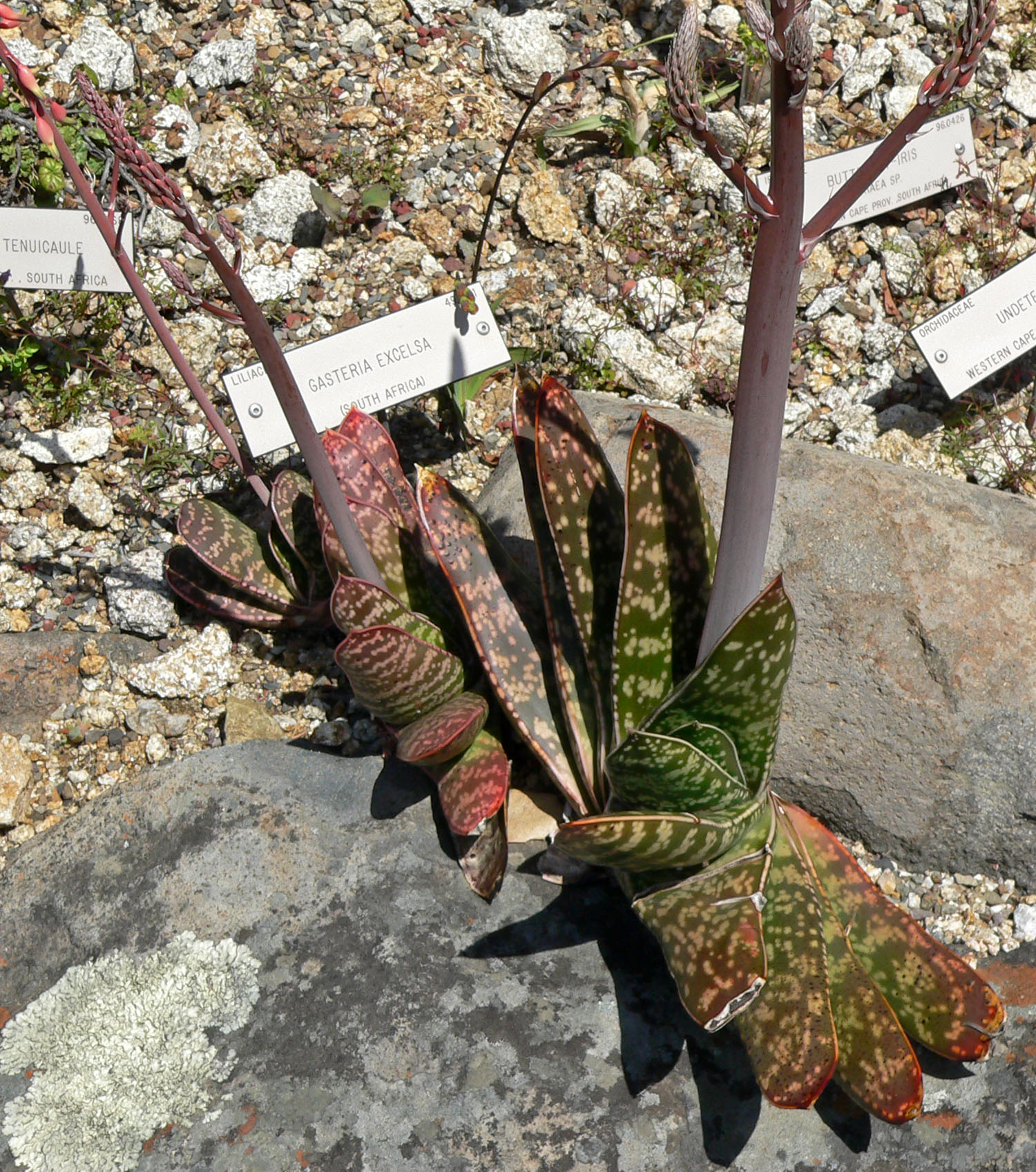
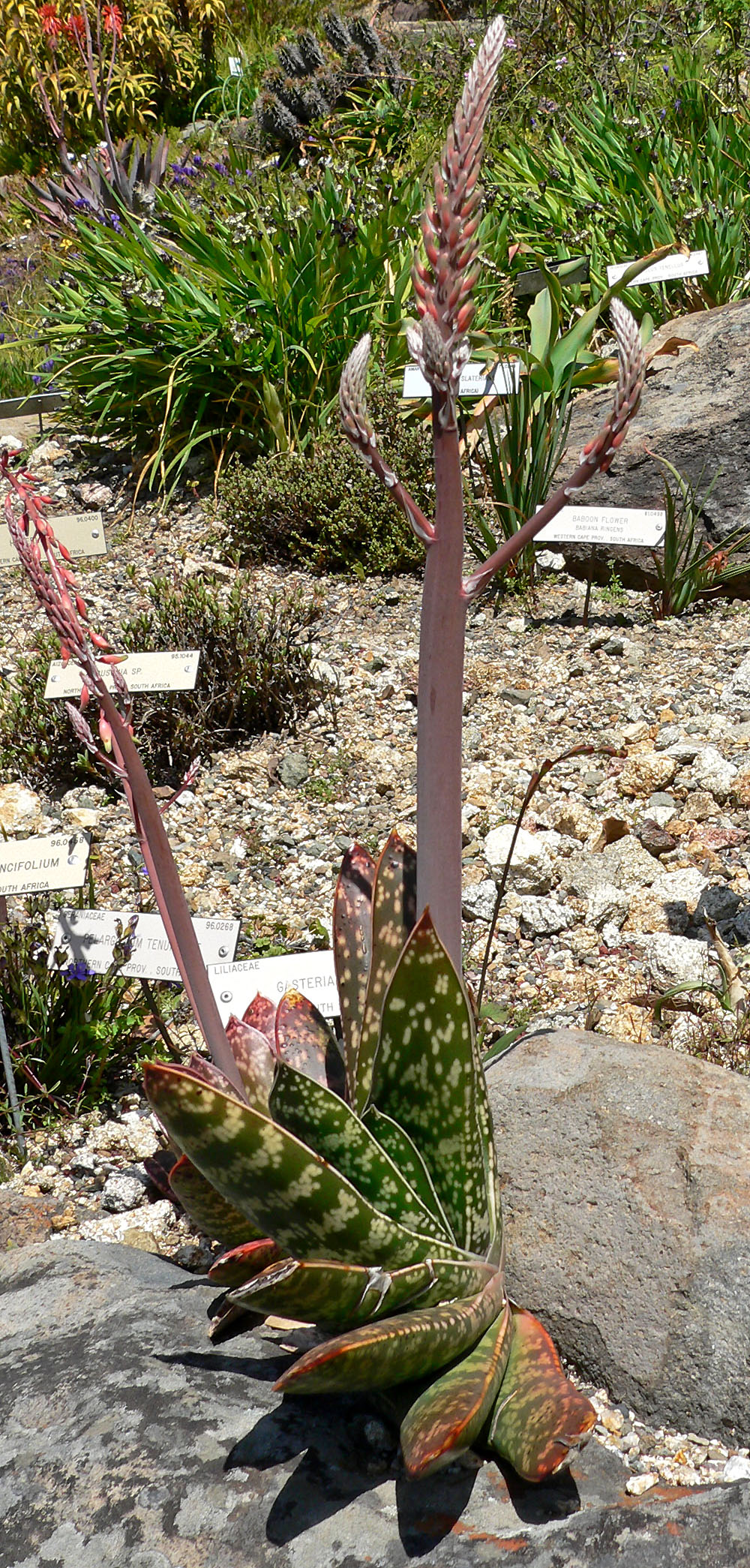